# خانواده‌های تبهکار

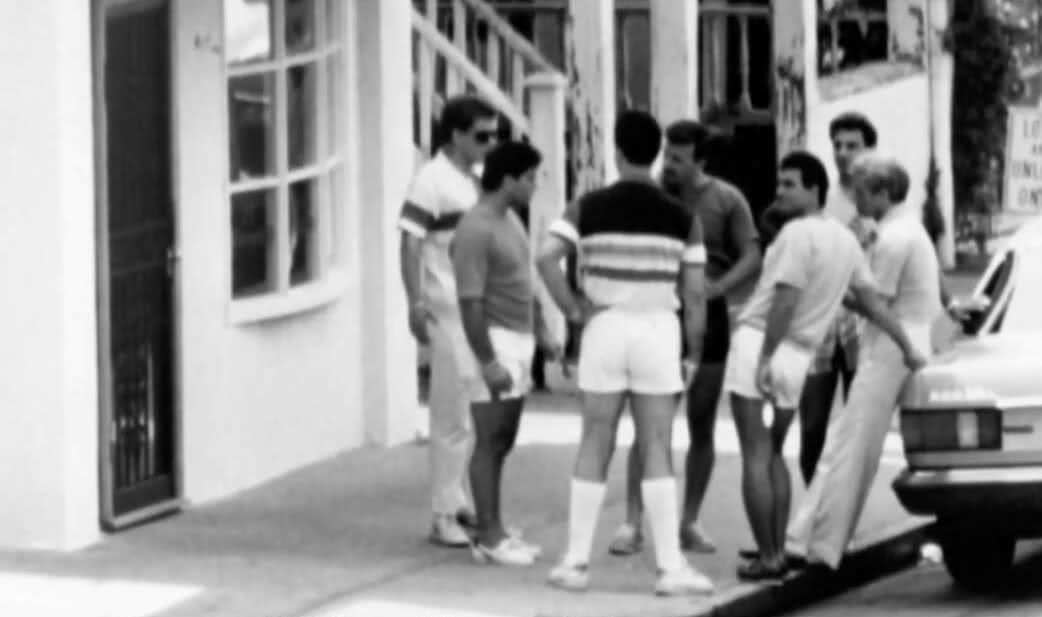
گانگسترهای خانواده فیلادلفیا

خانواده‌های تبهکار (به انگلیسی: Crime Family؛ به ایتالیایی: Famiglia Criminale) اصطلاحی است که به باندهای تبهکاری دارای اعضای خویشاوند گفته می‌شود. این اصطلاح به‌طور خاص در ایالات متحده آمریکا در مورد خانواده‌هایی به کار می‌رود که در کنار یکدیگر مجموعه مافیا را تشکیل می‌دهند. قدرت و توان تأثیرگذاری خانواده‌های تبهکار در دهه‌های اخیر رو به افول بوده و سطح جرائم آن‌ها کاهش یافته‌است. با این حال بنابر گزارش اف‌بی‌آی این خانواده‌ها در شهرهایی مثل نیویورک، دیترویت، فیلادلفیا و شیکاگو هنوز یک تهدید محسوب می‌شوند.

## کاربرد

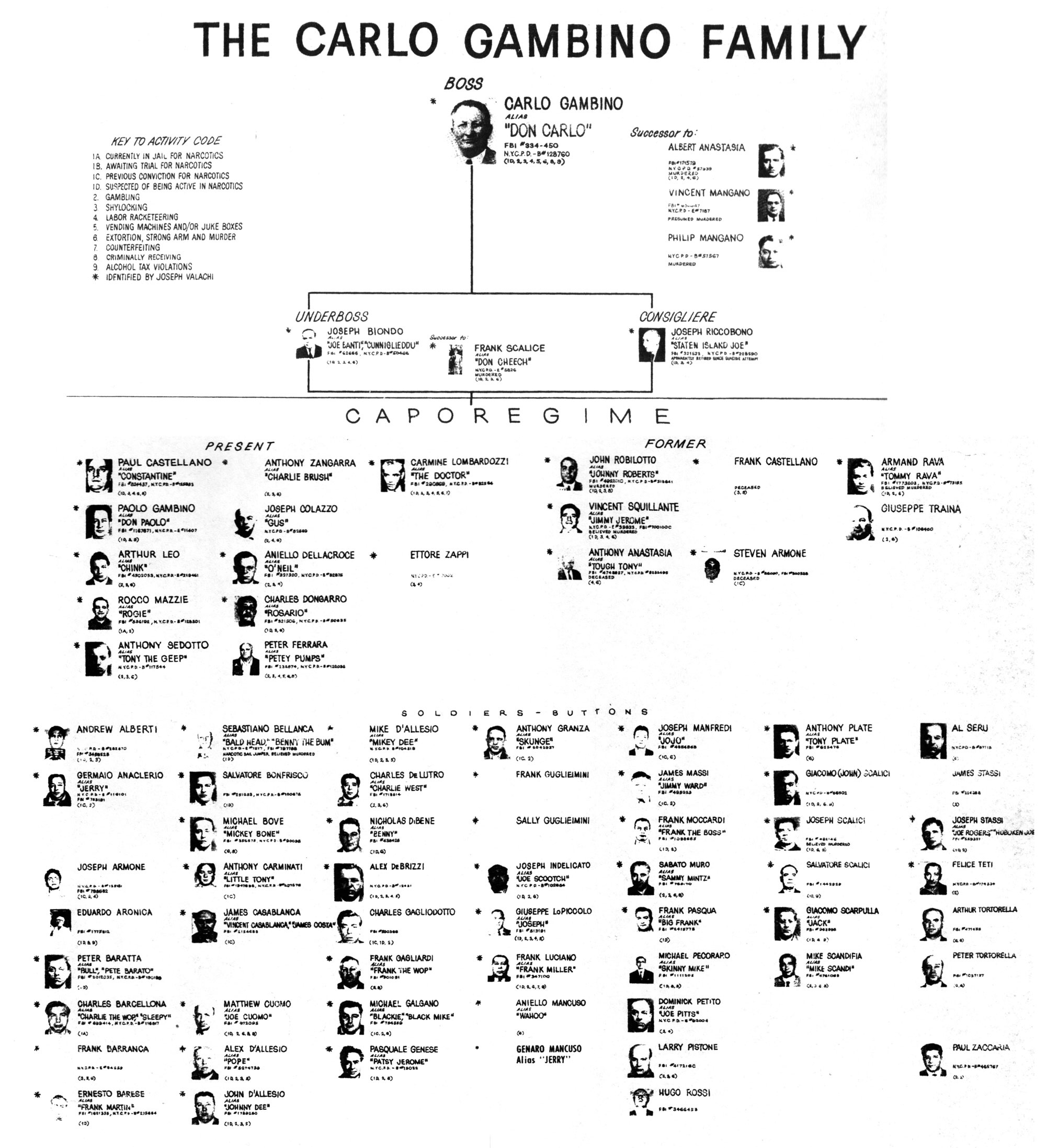
نمودار اف‌بی‌آی از خانواده گامبینو

اصطلاحات «مافیا» و «خانواده تبهکار» گاهی به جای یکدیگر استفاده می‌گردند. رسانه‌ها، نهادهای قضایی و سیاستمداران برای اشاره به مافیا بیشترین استفاده را از اصطلاح خانواده تبهکار دارند. در فضای سیاسی آمریکا، اصطلاح خانواده تبهکار به عنوان یک توهین به سیاستمداران رقیب نیز به کار می‌رود و گاهی پس‌زمینه قضایی ندارد. همچنین این اصطلاح نه فقط به عنوان جایگزینی برای مافیا، بلکه برای توصیف ساختارهای مافیا شامل سردسته، کاپو، مشاور و سرباز، به کار می‌رود.
به‌طور معمول بیشتر هسته مرکزی و سران خانواده‌های تبهکار خویشاوند هستند. اعضای پایینی یک خانواده تبهکار لزوماً خویشاوند نیستند و بعضی از این خانواده‌ها اعضای جدید را براساس سوگند وفاداری می‌پذیرند.

## مدیریت
به این دلیل که خانواده‌های تبهکار در جرائم سازمان‌یافته نقش دارند، رهبری آن‌ها بسیار ساختارمند و دارای سلسه‌مراتب مشخصی است. مدیریت یک خانواده تبهکار به عهده رئیس است، که ازقدرت مطلق بهره می‌برد. امور اجرایی بر عهده معاون است که بر سرکردگان میانی با عنوان کاپو نظارت دارد.
رئیس‌های خانواده‌های تبهکار به‌طور معمول به سه شکل می‌میرند: کشته‌شدن توسط خانواده رقیب، کشته‌شدن در حین ارتکاب جرم و مرگ در زندان.

## پنج خانواده
یکی از نمونه‌های بارز خانواده‌های تبهکار، گروه پنج خانواده نیویورکی است. هریک از این خانواده‌های ایتالیایی، یکی از پنج ناحیه شهر نیویورک را از نظر جرائم زیرزمینی تحت کنترل مطلق خود دارند. پنج خانواده مافیایی نیویورک در سال ۱۹۳۱ و در کمیسیونی به رهبری چارلز لوچیانو به صورت رسمی و سازمان یافته درآمدند و پایه‌های خود را با فعالیت‌های تبهکاری گسترده در آن سال‌ها مستحکم کردند. این خانواده‌ها هنوز هم پس از گذشت هشت دهه با اندکی تغییر در ساختار و فعالیت‌ها حفظ شده‌اند.

## فرهنگ عامه
با توجه به فعالیت زیاد و تأثیرگذار این خانواده‌ها در آمریکا و ایتالیا، این موضوع در سینما و تلویزیون هم مطرح شده‌است. بارزترین مثال نمایش خانواده‌های تبهکار در فیلم پدر خوانده، به کارگردانی فرانسیس فورد کاپولا و سریال سوپرانوز، با تهیه و پخش از اچ‌بی‌او، بوده‌است. فیلم و سریال مذکور توسط مخاطبان، منتقدان و رسانه‌ها مورد تقدیر گسترده قرار گرفته‌اند.